# Grand Théâtre de Genève
Pour les articles homonymes, voir Grand Théâtre.
Résidence
Le Grand Théâtre est le principal opéra de la ville de Genève (Suisse).
Situé sur la place de Neuve, il prend place parmi les plus importants théâtres européens en matière lyrique et sa renommée contribue grandement au rayonnement culturel de Genève. Le Grand Théâtre présente chaque année une centaine de ballets, opéras et concerts de musique classique.
Entre février 2016 et janvier 2019, c’était l’Opéra des Nations, un bâtiment temporaire situé à deux pas du siège européen de l’ONU, qui accueillait les productions du Grand Théâtre pendant que le bâtiment subissait d’importants travaux d’entretien, les premiers depuis sa réouverture en 1962.

## Histoire

### Précédents bâtiments
Pendant la Réforme protestante, l'opéra à Genève est limité par l'orthodoxie calviniste et ce n'est qu'au milieu des années 1760 que les dirigeants de la ville acceptent de construire un bâtiment spécifique. Sous l'influence de Voltaire, l'opéra commence à s'épanouir dans une première salle de spectacles aménagée au Jeu de Paume de Saint-Gervais en 1738 puis au théâtre de Rosimond en 1766, surnommé « La Grange des étrangers », qui est détruit en 1768 à la suite d'un incendie. Il faut attendre 1783 pour voir apparaître un nouveau théâtre au bas de l'actuelle rue de la Croix-Rouge, le Théâtre de Neuve, qui est toutefois mal équipé et trop exigu. Il est démoli en 1880.

### Bâtiment actuel
C'est en 1862 que naît l'idée de bâtir un grand théâtre, ce qui ne devient possible qu'en 1873 grâce à l'héritage du duc Charles II de Brunswick et au don d'un terrain de 3 000 m2 par l'État de Genève. Un concours est lancé pour la création d'un nouvel opéra mais, malgré un vainqueur clair, c'est à un non participant, l'architecte Jacques-Élysée Goss, qu'est attribué le projet. Le prestigieux bâtiment, inspiré de l'opéra Garnier à Paris, est d'une capacité de 1 300 places et ouvre ses portes le 2 octobre 1879 avec la représentation du Guillaume Tell de Rossini. Le Grand Théâtre devient rapidement la plus grande structure de ce type en Suisse romande. De style Second Empire, la façade tripartite est enrichie de nombreuses sculptures et moulures dont quatre statues situées sur l'avant-corps central du socle. Cet avant-corps s'achève sur un fronton dont le tympan porte les armoiries de Genève.

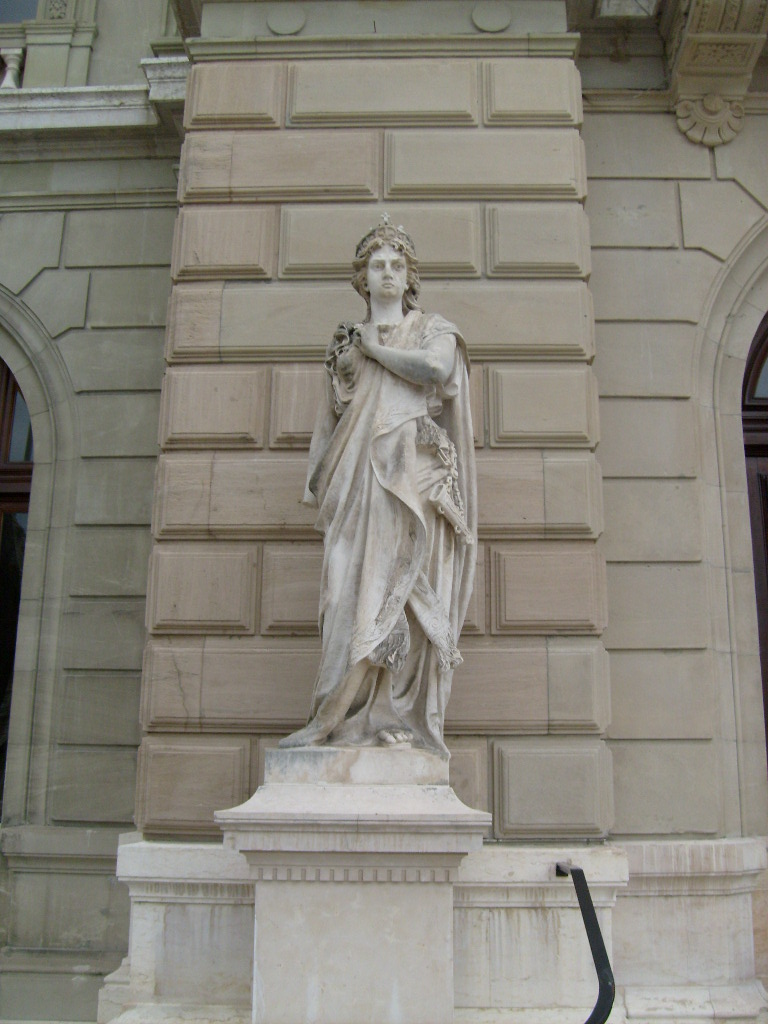
Allégorie de la tragédie
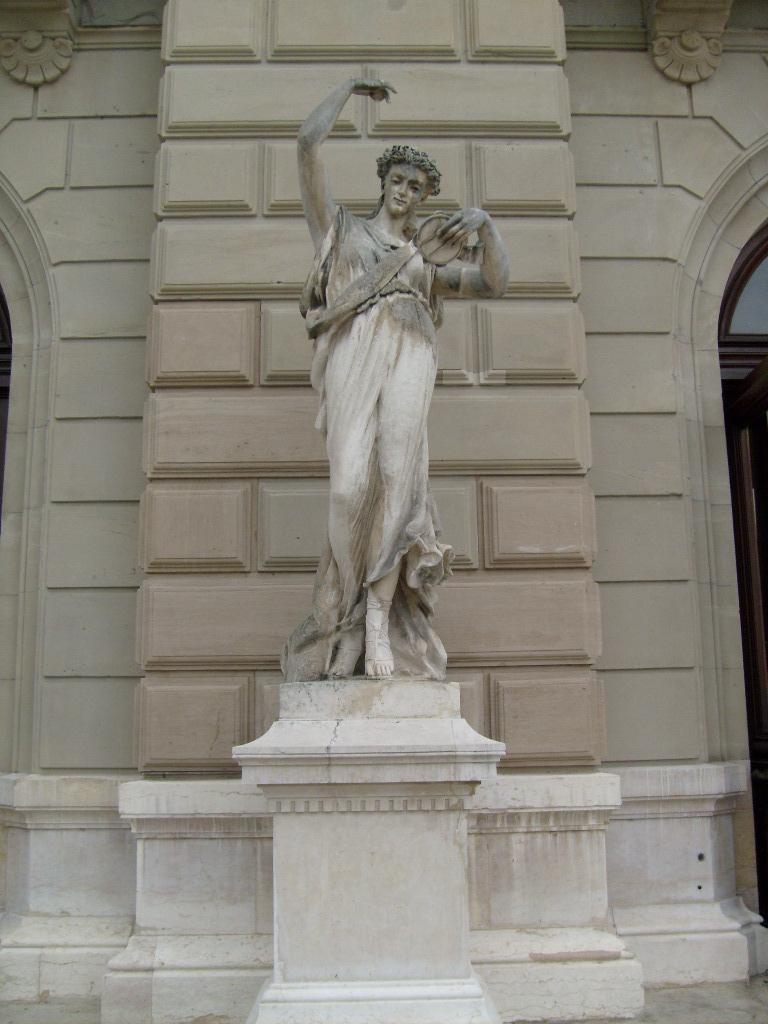
Allégorie de la danse
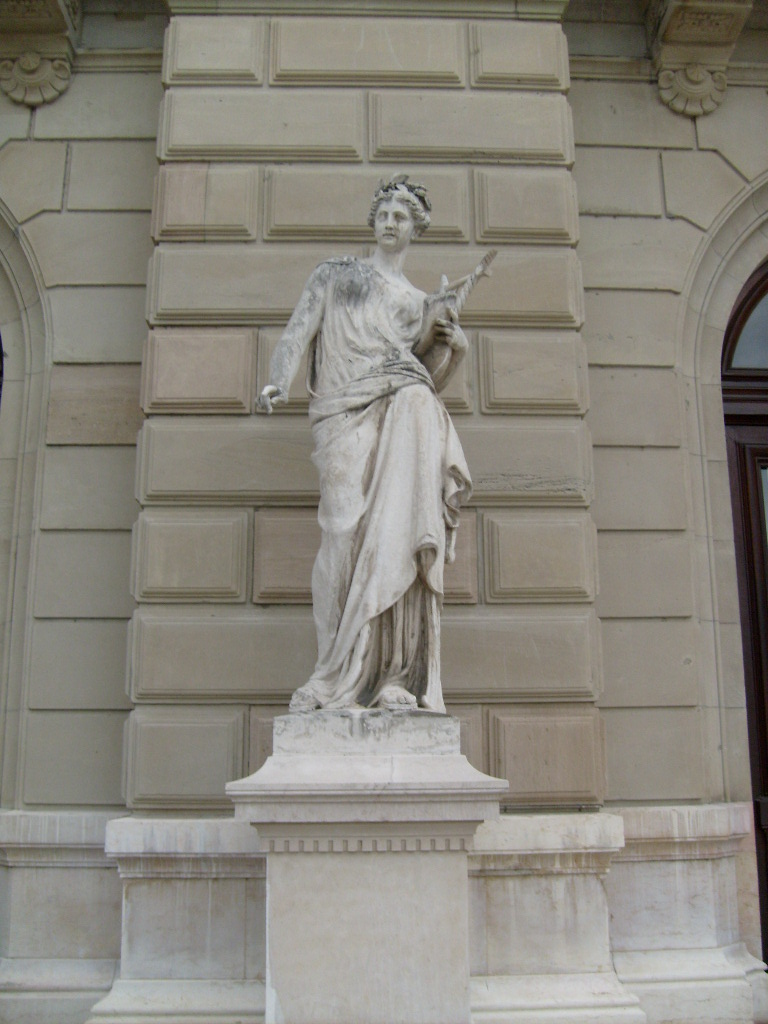
Allégorie de la musique
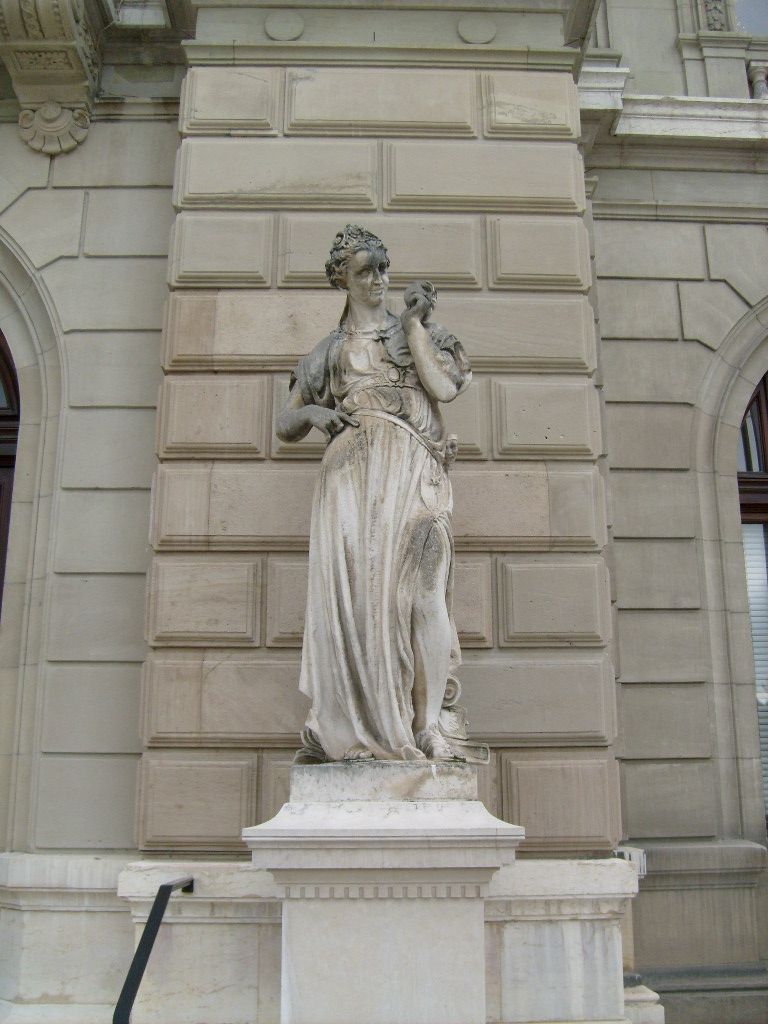
Allégorie de la comédie

Les salles annexes que sont le grand et le petit foyer, ainsi que le Carré d'or, sont pourvues d'une décoration ostentatoire dans le goût de l'historicisme français et figurent dans la liste des bâtiments classés de Genève. Le décor du grand foyer est dû à Paul Milliet, celui du petit foyer et des escaliers monumentaux à Léon Gaud (1844-1908, peintre genevois, et le Carré d'or à Francis Furet (1842-1919), artiste genevois également. Ces ensembles ont heureusement été épargnés par l'incendie de 1951. Ils sont restaurés en 2017-2018 par divers intervenants agissant en collaboration, l'atelier Sinopie Sàrl, Emmanuelle Zem Rohner, et l'entreprise Belloni SA.

### Incendie de 1951

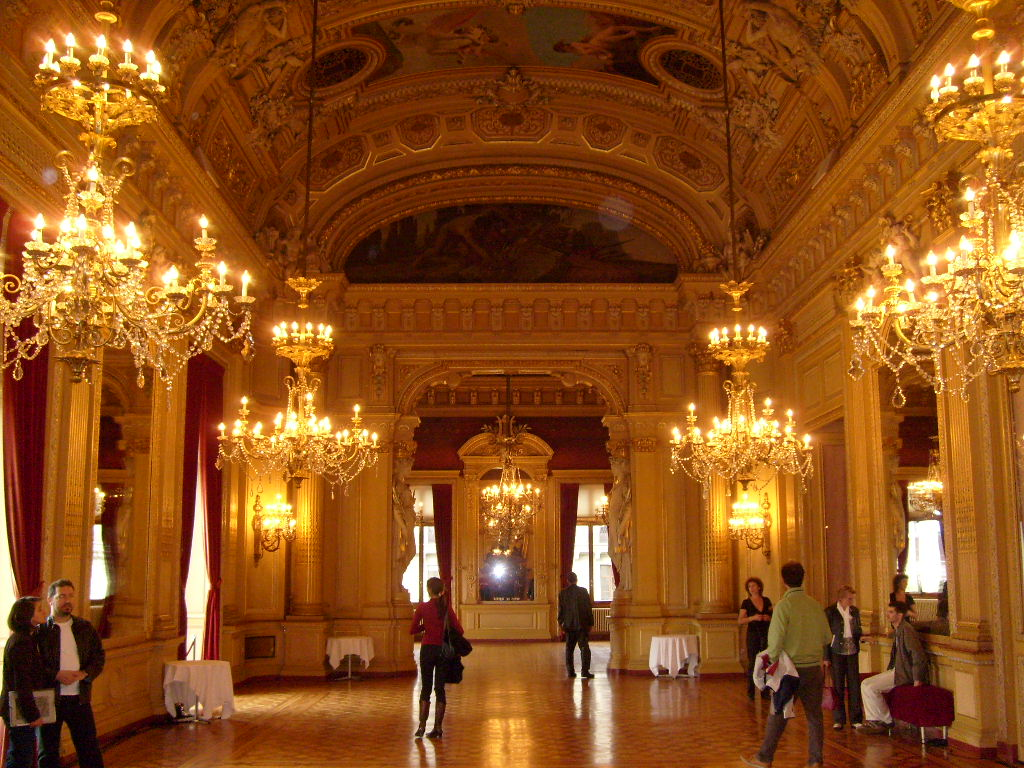
Grand foyer préservé de l'incendie

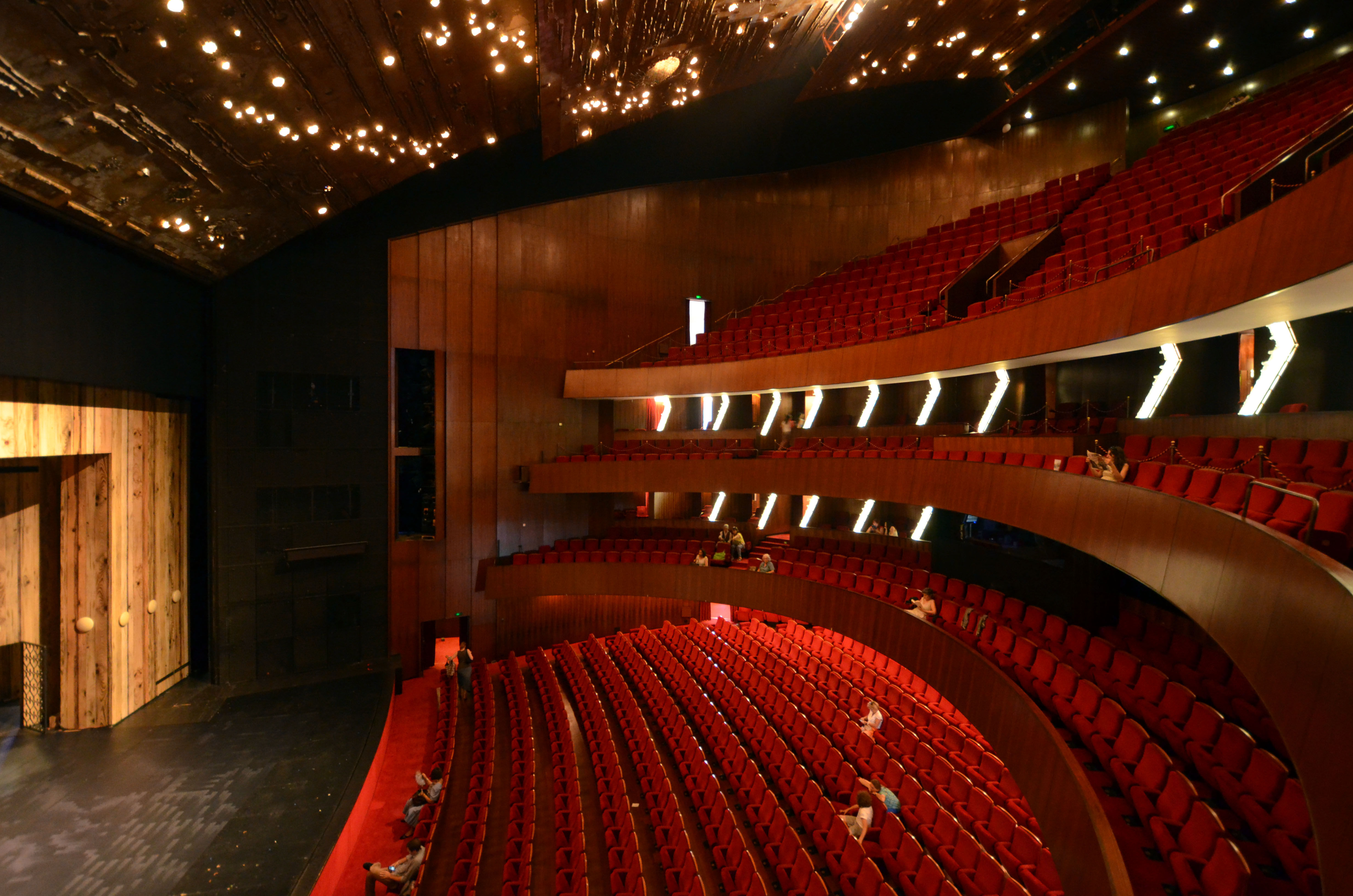
Salle de spectacle

Le théâtre survit en l'état jusqu'au 1er mai 1951 lorsqu'un incendie détruit le bâtiment pendant la préparation d'un effet pyrotechnique prévu dans le dernier acte de La Walkyrie, conservant uniquement les façades, le foyer et sa bibliothèque de 1877 dans un état récupérable. Grâce au concours remporté par l'artiste suisse d'origine polonaise Jacek Stryjenski, la salle est remodelée par deux architectes, le Genevois Charles Schapfer et le Milanais Marcello Zavelani-Rossi, avec une capacité de 1 500 sièges et rouvre finalement le 12 décembre 1962 avec la version française de Don Carlos de Verdi. Les agrandissements des coulisses créent deux ailes latérales et une scène arrière pour la commande de paysages. La salle compte deux balcons et un amphithéâtre supérieur.

### Renaissance
Dans les années 1890, le bâtiment accueillit une première mondiale en français de Werther de Jules Massenet. Au XXe siècle, des productions significatives sont mises sur pied sous la direction de Rolf Liebermann puis Hugues Gall qui dirige la compagnie à partir des années 1980 avant de diriger l'Opéra de Paris dès 1995.
En 1997, la nouvelle salle Théodore Turrettini lui est rattachée pour des représentations de musique de chambre, des spectacles de danse et des récitals.

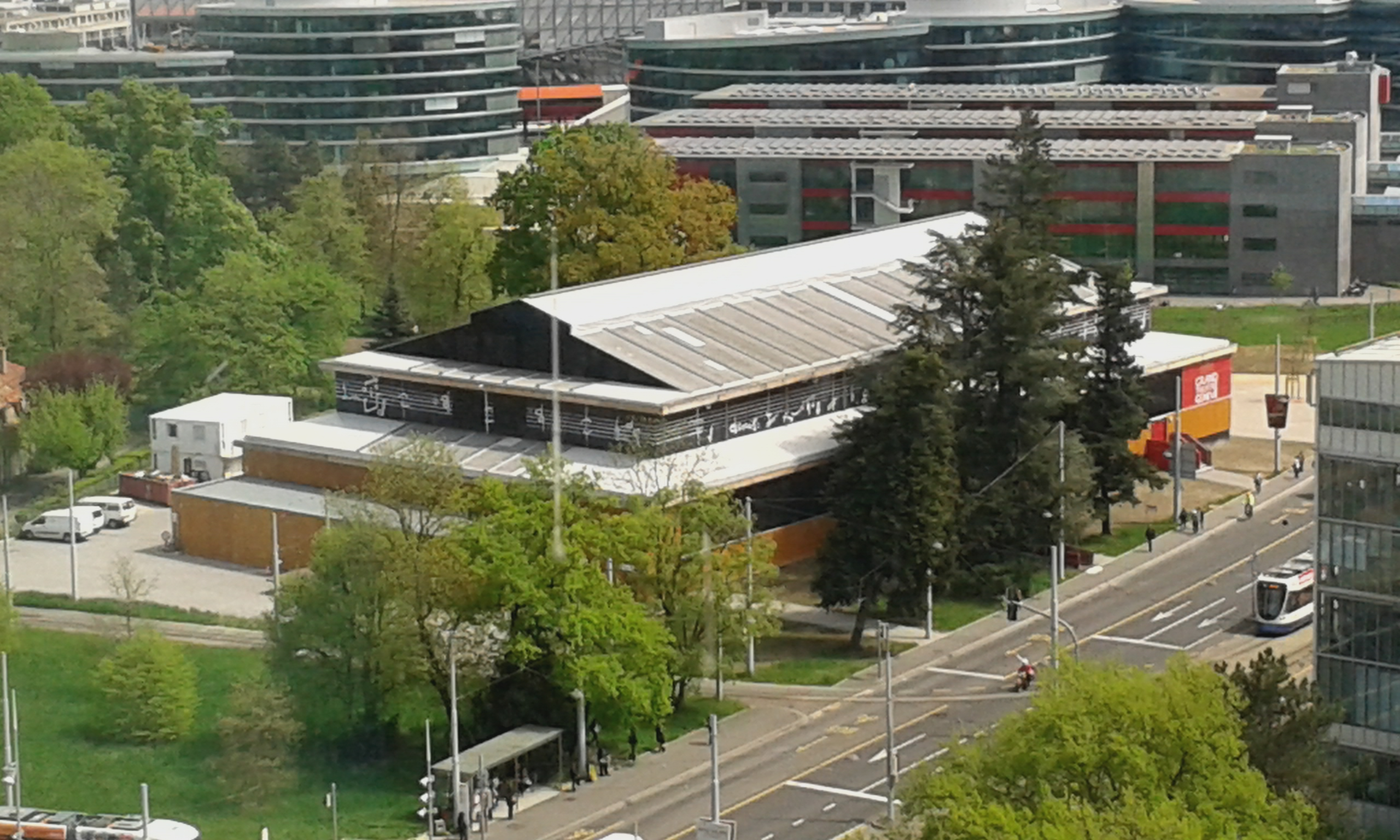
Structure éphémère en bois sur la place des Nations

Le bâtiment fut rénové de 2016 à 2018 et une structure de remplacement en bois, baptisée « Opéra des Nations » et installée sur la place des Nations, fut inaugurée le 15 février 2016. Cette structure était auparavant placée dans la cour du Palais-Royal à Paris durant les travaux de rénovation de la Comédie-Française de 2012 à 2013.

### Controverse sur le financement du Grand Théâtre par l'industrie du tabac[5]
Un rapport publié par deux associations suisses actives dans la prévention du tabagisme (AT Suisse et OxySuisse) en novembre 2024 indique que le Grand Théâtre serait financé par le cigarettier Japan Tobacco International. Le cigarettier apparaît comme un "grand partenaire" sur le site de l'opéra. Selon les organisations à l'origine de l'enquête, cette générosité de la multinationale du tabac ne serait pas gratuite : "ces contributions sont en réalité des outils de relations publiques visant à tisser des liens avec la société civile, à redorer son image et à créer un sentiment de redevabilité auprès de ces organisations." Cette contribution serait éthiquement problématique pour une organisation active dans la culture, étant donné que les produits commercialisés par les entreprises de tabac tuent chaque année environ 9.500 personnes en Suisse et 8 millions dans le monde.